# Mario Specchio
Mario Specchio (Siena, 2 novembre 1946 – Montepulciano, 17 settembre 2012) è stato uno scrittore, poeta, traduttore, germanista, saggista e critico letterario italiano.

## Biografia
Nato a Siena, ha frequentato il Liceo classico "E.S. Piccolomini" e, successivamente, si è laureato in Lettere presso l'Università di Firenze con una tesi di letteratura tedesca. Le sue amicizie con Romano Bilenchi, Mario Luzi e Antonio Tabucchi hanno contribuito alla sua formazione.
Di Luzi ha anche curato una biografia intitolata Colloquio; germanista, studiò in special modo Goethe, Rilke, Hesse e Paul Celan..
Nel 1974 esordì come autore di poesia con la raccolta A piene mani. Iniziò poi l'attività di traduttore letterario; fu incluso nella lista dei candidati per la vittoria del Premio Monselice per la sua traduzione di L'ultima estate di Klingsor di Hesse.
Nel 1999 divenne professore dell'Università degli Studi di Siena, insegnando Lingua e letteratura tedesca e Traduzione letteraria, incarico che già aveva ricoperto come ricercatore all'Università di Urbino.
Ha vinto il Premio Il Fiore per la poesia nel 2008.
È deceduto nel 2012 all'età di 66 anni  a seguito di un'emorragia cerebrale che lo ha colto mentre era alla guida della sua autovettura.

## Opere
Non si menzionano i numerosi articoli e saggi critici - su Celan, Büchner, Goethe ecc - pubblicati in riviste letterarie, volumi collettanei e atti convegno.

### Monografie
- Paul Celan: l'incantesimo dell'assurdo, Siena, Edizioni di Barbablù, 1986.
- Paesaggio senza figure. Quattro saggi rilkiani, Roma, Artemide, 2010.
- con Mario Luzi, Colloquio: un dialogo con Mario Specchio, Milano, Garzanti, 1999

### Narrativa
- Memoria di amici, Siena, Edizioni di Barbablù, 1987 (con Francesco Cocola e Ferruccio Masini)
- Morte di un medico, Palermo, Sellerio, 2004

### Poesia
- A piene mani, Firenze, Vallecchi, 1974
- Nostalgia di Ulisse, Firenze, Passigli, 1999
- Da un mondo all'altro, Bagno a Ripoli, Passigli, 2007
- Passione di Maria, con le illustrazioni di Ernesto Piccolo, Ed. Feeria, Panzano del Chianti, Siena, 2013

### Traduzioni
- Johann Wolfgang von Goethe, Urfaust, s.e.
- Johann Wolfgang von Goethe, Poesie diverse, in Tutte le poesie, vol. I, tomo 1, Milano, Mondadori, 1989, pp. 587–671
- Johann Wolgang von Goethe, Loggia, in Id, Tutte le poesie, vol. I, tomo 2, Milano, Mondadori, 1989, pp. 976–989
- Johann Wolfgang von Goethe, Dio e Mondo, in Id., Tutte le poesie, vol. I, tomo 2, Milano, Mondadori, 1989, pp. 991–1041
- Hermann Hesse, L'ultima estate di Klingsor, Milano, Guanda, 1977
- Hermann Hesse, Poesie, Milano, Guanda, 1978
- Hermann Hesse, Knulp: tre storia dalla vita di Knulp, Venezia, Marsilio, 1989
- Hermann Hesse, Vagabondaggio, Roma, Newton, 1992
- Hermann Hesse, Racconti brevi, Roma, Newton, 1995
- Rainer Maria Rilke, Poesie alla notte, Firenze, Passigli, 1999
- Rainer Maria Rilke, Lettere su Cézanne, Bagno a Ripoli, Passigli, 2001
- Rainer Maria Rilke, Vita di Maria, Firenze, Passigli, 2007
- Rainer Maria Rilke, Canto d'amore e morte dell'alfiere Christoph Rilke, Bagno a Ripoli, Passigli, 2009